# 谷ケ﨑照雄
谷ケ﨑 照雄（やがさき てるお、1954年（昭和29年）9月1日 - ）は、日本の政治家。埼玉県日高市長（4期）。

## 来歴
埼玉県日高市出身。1973年（昭和48年）3月、埼玉県立松山高等学校卒業。1977年（昭和52年）4月、日高町（現日高市）の職員となる。大沢幸夫日高市長のもとで副市長に就任。
2012年（平成24年）3月31日、大沢市長が在任中に死去。同年4月、日高市の副市長に就任。大沢の死去に伴って5月20日に実施された日高市長選挙に無所属で出馬し、初当選を果たした。
※当日有権者数：46,258人 最終投票率：47.78%（前回比：pts）
| 候補者名   | 年齢 | 所属党派 | 新旧別 | 得票数   | 得票率 | 推薦・支持 |
| ---------- | ---- | -------- | ------ | -------- | ------ | ---------- |
| 谷ケ﨑照雄 | 57   | 無所属   | 新     | 11,166票 | 51.06% |            |
| 加藤清     | 53   | 無所属   | 新     | 5,828票  | 26.65% |            |
| 田中まどか | 52   | 無所属   | 新     | 4,875票  | 22.29% |            |

2016年（平成28年）4月17日、任期満了に伴う日高市長選挙に自由民主党・公明党の推薦で立候補し無投票再選。
2020年（令和2年）、無投票で3選。
2024年（令和6年）、4選。
※当日有権者数：45,617人 最終投票率：45.81%（前回比： 1.97pts）
| 候補者名   | 年齢 | 所属党派 | 新旧別 | 得票数  | 得票率 | 推薦・支持                      |
| ---------- | ---- | -------- | ------ | ------- | ------ | ------------------------------- |
| 谷ケ﨑照雄 | 69   | 無所属   | 現     | 8,714票 | 42.08% | （推薦）自由民主党、公明党      |
| 田中まどか | 64   | 無所属   | 新     | 6,567票 | 31.71% | （推薦）立憲民主党 、社会民主党 |
| 松尾万葉香 | 41   | 無所属   | 新     | 5,428票 | 26.21% |                                 |

## 市政
- 2021年（令和3年）11月19日、性的少数者（LGBTなど）のカップルを婚姻相当とし、その未成年の子供との親子関係も自治体として認める「日高市パートナーシップ・ファミリーシップ宣誓制度」を2022年（令和4年）1月1日に導入すると発表した[6]。